# معتز زمزمي
معتز زمزمي هو لاعب كرة قدم تونسي في مركز الوسط، ولد في 7 أغسطس 1999 في مدينة تونس في تونس. لعب مع نادي ستراسبورغ.

## وصلات خارجية
- معتز زمزمي على موقع الاتحاد الأوربي (الإنجليزية)
- معتز زمزمي على موقع قاعدة بيانات كرة القدم.إي يو (الإنجليزية)
- معتز زمزمي على موقع ليكيب (الفرنسية)
- معتز زمزمي على موقع ناشيونال فوتبول تيمز (الإنجليزية)
- معتز زمزمي على موقع Soccerbase.com (لاعب) (الإنجليزية)
- معتز زمزمي على موقع Soccerway.com (الإنجليزية)
- معتز زمزمي على موقع عالم كرة القدم.نت (الإنجليزية)